# Ptilinopus arcanus
Ptilinopus arcanus е вид птица от семейство Гълъбови (Columbidae). Видът е критично застрашен от изчезване.

## Разпространение
Разпространен е във Филипините.